# Левит, Александр Ефимович
Алекса́ндр Ефи́мович Леви́т (род. 25 января 1978, Ленинград, СССР) — один из сильнейших игроков в сёги в России, 2 дан ФЕСА. Играть в сёги научился в 2006 году.
На июль 2014 года занимал 3-ю позицию в российском и 21-ю в европейском ФЕСА-листе с рейтингом Эло 1863.
Один из сильнейших игроков в обратные русские шашки (поддавки) и столбовые шашки, известный шашечный композитор. С 2011 года живёт в Финляндии. Увлекается кэндамой.

## Разряды по сёги
- 2006: 5 кю ФЕСА
- 2007: 2 кю
- 2008: 1 кю
- 2010: 1 дан[2]
- 2014: 2 дан[3]

## Достижения
- 2006: III место на 4-м Открытом чемпионате Ровно по сёги[4].
- 2007: Чемпион России по сёги (Петергоф).
- 2007: Победитель Открытого чемпионата БСПУ по сёги (Минск).
- 2008: II место на Рождественском турнире по сёги (Санкт-Петербург).
- 2010: Победитель 2-го Кубка японского посла по сёги (Москва).
- 2010: Победитель Minsk Shogi Open.
- 2010: II место на 2-м Открытом чемпионате по сёги в Кракове.
- 2011: II место на Чемпионате России по сёги (Санкт-Петербург).
- 2011: II место на Российском отборочном этапе на 5-й Международный форум сёги (Санкт-Петербург).
- 2012: Победитель 3-го Кубка японского генконсула по сёги (Санкт-Петербург).
- 2013: III место на Мемориале Шпилёва (Санкт-Петербург).
- 2013: Победитель SOSC — открытого чемпионата Швеции (Стокгольм)[5].
- 2013: 1/4 финала в ESC и 6-е место в WOSC (Минск)[6].
- 2013: III место на 5-м Открытом чемпионате по сёги в Кракове[7].
- 2014: Победитель Мемориала Шпилёва.
- 2014: I—III место в финальном этапе отбора на ISF 2014 (при равенстве очков и коэффициентов первых трёх мест)[8].

## Ученики
- Пивоварова Лидия, 3 кю ФЕСА[9] — сильнейшая сёгистка России (2012—2016)